# Akeley (Minnesota)
Pour les articles homonymes, voir Akeley.
Akeley est une ville américaine située dans le comté de Hubbard, dans le Minnesota. Selon le recensement de 2010, sa population est de 432 habitants.